# Teraźniejszość
Teraźniejszość – część linii czasu dziejąca się obecnie (w liniowej koncepcji czasu). W tym sensie teraźniejszości przeciwstawia się przeszłość oraz przyszłość.
W filozofii istnieje pozycja zwana prezentyzmem, według której teraźniejszość jest jedynym z trzech wymienionych stanów (przeszłość, przyszłość, teraźniejszość), który rzeczywiście istnieje. Terminy, które stosuje się do mówienia o pozostałych stanach, są konwencjami i nie należy z nich wyciągać konsekwencji ontologicznych.
Według Władysława Witwickiego psychiczna teraźniejszość trwa 6–12 sekund. Po upływie takiego czasu człowiek dane przeżycie odczuwa jako przeszłe.
W sztuce, według Bohrera, wyobraźnia estetyczna człowieka doświadcza momentów intensywnych emocjonalnie w stanie absolutnej teraźniejszości, która może być wyłącznie wyczekiwana lub wspominana po tym, gdy miała miejsce. Doświadczenia te właściwe są modernizmowi i odpowiadają ciągłemu poczuciu utraty teraźniejszości.

## Literatura
- Karl Heinz Bohrer, Absolutna teraźniejszość, Oficyna Naukowa, 2003 (Das absolute Präsens. Die Semantik ästhetischer Zeit, 1994).
- Karl Popper “The Arrow of Time”, Nature 177 (1956).
- Arthur Prior, “The Notion of the Present”, Studium Generale 23, 1970, s. 245-8.